# Patrick Huard
Pour les articles homonymes, voir Huard.
Patrick Huard, né le 2 janvier 1969 à Montréal, est un acteur, humoriste, réalisateur et producteur canadien.

## Biographie
En 1997, Patrick Huard accepte de jouer le rôle de Ti-Guy dans Les Boys. Ce rôle le positionnera par la suite devant plusieurs nouvelles opportunités dans le monde du cinéma. Il tourne d’ailleurs plus d’une dizaine de films entre 1997 et 2005, dont J'en suis !, La Vie après l’amour, Nez rouge, Sur le seuil, Maman Last Call et Monica la Mitraille.
En 2005, il propose à la blague un film où deux policiers, l’un Ontarien, l’autre Québécois, doivent travailler ensemble pour résoudre une série de meurtres. Ce film, de façon indirecte, expose la confrontation entre les cultures anglophone et francophone vivant au Canada. Cette idée, superficielle au départ selon lui, parvient à intéresser plusieurs de ses collègues ; Érik Canuel réalise Bon Cop, Bad Cop, et Patrick joue le rôle du policier québécois, alors que Colm Feore joue le policier ontarien Martin Ward. À ce jour, Bon Cop, Bad Cop a battu un record historique en devenant le film le plus populaire de l’histoire cinématographique canadienne avec des recettes aux alentours de 12 millions de dollars canadiens.
Depuis, il a joué dans Cadavres, Funkytown, Mommy, Omertà du scénariste et réalisateur Luc Dionne, Starbuck (le film québécois le plus populaire de l’année 2011, distribué dans plus de 20 pays). Omerta fait revivre la série télé culte, 11 ans après la diffusion de la 3e saison. Huard a eu le bonheur de tourner, entre autres, avec Michel Côté, Rachelle Lefevre, Stéphane Rousseau et René Angelil.
À la télévision, il a tenu différents rôles – des bons, des méchants et même une Drag Queen – pour des séries telles Music Hall, Cover Girl, Fortier, Au nom de la Loi et Taxi 0-22 pour laquelle il a endossé, pendant 4 saisons, le rôle de Rogatien, son célèbre chauffeur de taxi irrévérencieux. Huard a d’ailleurs remporté le trophée Artis 2008 et 2009 dans la catégorie Artiste d’émissions d'humour pour ce rôle. Le public lui a également témoigné son affection en lui permettant deux fois de suite de remporter le trophée Personnalité masculine de l’année en 2009 et 2010. En 2012, en plus d’effectuer son retour sur scène, Huard a fait partie de l’émission Star Académie, à TVA. Après avoir marqué de son empreinte l’édition 2009 avec son exceptionnelle capacité à transmettre son savoir, il a retrouvé, avec plaisir, son poste de professeur d’interprétation de la populaire émission. Malgré le nombre de spectacles donnés à titre d’humoriste, il affirme qu’il est timide, surtout face à ses idoles. Par exemple, à quatre reprises, il a été incapable de s’adresser directement à Yvon Deschamps. En 2006, il commence le tournage de sa nouvelle série Taxi 0-22.
En août 2009 se tient L’événement Patrick Huard 20/40, un spectacle hommage aux 20 ans de carrière de Patrick ainsi qu’à ses 40 ans de vie. Plusieurs artistes participent à ce spectacle, dont les humoristes Martin Matte et Stéphane Rousseau, les comédiennes Dominique Michel et Denise Filiatrault, le chanteur Éric Lapointe, et les chanteuses Diane Dufresne et Nicole Martin, venues toutes les deux pour interpréter une des chansons de leur immense répertoire, soit respectivement « Hollywood Freak » pour Diane Dufresne et « Il était une fois des gens heureux » pour Nicole Martin, deux titres que Huard a toujours beaucoup aimé. France Castel, Louise Richer et Guillaume Lemay-Thivierge sont aussi du spectacle.
Patrick Huard est aussi animateur. On l’a vu à la barre de plusieurs Galas Juste pour rire, le Gala de l’ADISQ, la Soirée des Jutra, une série d’humour à Radio-Canada et plusieurs émissions quotidiennes à la radio.
On le retrouve aussi de plus en plus fréquemment derrière la caméra. Il a produit et réalisé l’émission Taxi 0-22 (les quatre saisons ont été diffusées à TVA), en plus de réaliser des vidéoclips, des publicités, un documentaire pour le Canal D, son premier long-métrage, Les 3 P'tits Cochons (le plus grand succès du Box Office québécois en 2007) et Filière 13.
De plus, en collaboration avec Vidéotron et Sid Lee, Huard a mis sa grande créativité et sa polyvalence au service de la chaîne mobile Lib tv, dont il célèbre la première année d’existence cet été. Il en est l’ambassadeur, le directeur des programmes, le coproducteur (avec sa compagnie Jessie Films) en plus d’y travailler en tant que concepteur, réalisateur et acteur. Tribune par excellence des créateurs d’ici, Lib tv permet de repousser les limites de la création et d’expérimenter de nouveaux concepts.

## Vie personnelle
En 1997, il a une fille, Jessie, avec la chanteuse Lynda Lemay. Il a été en couple avec Véronique Cloutier à la fin des années 1990 et au début des années 2000 ensuite avec Mahée Paiement. Il est marié depuis le 20 août 2011 avec la chanteuse Anik Jean avec qui il a eu un fils, Nathan.
Patrick Huard a été propriétaire d'un bar pendant 16 ans. Le bar, nommé Au Diable Bar et situé à Longueuil, a fait faillite en 2012.

## Filmographie

### Comme acteur
- 1997 : J'en suis !
- 1997 : Les Boys : Ti-Guy
- 1998 : Les Boys 2 : Ti-Guy
- 2000 : Stardom : animateur de talk-show à Montréal
- 2000 : La Vie après l’amour : Sunsey
- 2001 : Les Boys 3 : Ti-Guy
- 2003 : Comment ma mère accoucha de moi durant sa ménopause : Rasoir
- 2003 : Nez rouge : Félix Legendre
- 2003 : Sur le seuil : Thomas Roy
- 2004 : Garfield (VFQ) : Garfield (voix)
- 2004 : Monica la mitraille : Gaston
- 2005 : Maman Last Call : Louis St-Amant
- 2005 : Les Guerriers : Paul
- 2006 : Garfield 2 (VFQ) : Garfield (voix)
- 2006 : Bon Cop, Bad Cop : David Bouchard
- 2009 : Cadavres : Raymond Marchildon
- 2010 : Funkytown : Bastien Lavallée
- 2011 : Starbuck : David Wosniak
- 2012 : Omertà : Steve Bélanger
- 2014 : Mommy : Paul Béliveau
- 2015 : Ego Trip : Marc Morin
- 2015 : Guibord s'en va-t-en guerre : Steve Guibord
- 2017 : Bon Cop, Bad Cop 2 : David Bouchard
- 2020 : Mon cirque à moi : Bill
- 2023 : Les Hommes de ma mère d'Anik Jean : Paul

### Comme réalisateur
- 2007 : Les 3 P’tits Cochons
- 2007 : Taxi 0-22
- 2010 : Filière 13
- 2020 : Escouade 99 (saison 1)

### Comme producteur
- 2023 : Les Hommes de ma mère d'Anik Jean coproduit avec Anik Jean

### Télévision
1995: Moi et l’Autre - Patrice
- 1993 : Là tu parles!
- 1998 : Réseaux
- 1998 : La Petite Vie : Jean Bouchard
- 2002 : Music Hall
- 2004 : Fortier : Paul Tanguay
- 2005 : Cover Girl : Norma Champaine
- 2005 : Au nom de la loi : Simon Pelletier
- 2006 : Le cœur a ses raisons : Bat Wilson
- 2007-2009 : Taxi 0-22 : Rogatien Dubois
- 2019- : Les Honorables : Ludovic Dessureaux
- 2020- : La Tour : (animateur)
- 2021 : Bye Bye 2021

- 2023 : LOL : Qui rira le dernier? Saison 3 (Québec) : Animateur
- 2024 : LOL : Qui rira le dernier? Saison 3 (Québec) : Animateur
- 2025 : LOL : Qui rira le dernier? Saison 3 (Québec) : Animateur[4]

## Distinctions
- Récipiendaire de plusieurs prix Gémeaux et de nombreux prix au gala des Olivier. Nommé plusieurs fois aux prix Jutra et aux prix Genies.
- 2012 : Prix d'interprétation masculine pour Starbuck au Festival International du film de comédie de l'Alpes d'Huez (15e édition)[5].

## Le Bonheur
- Patrick Huard adore la scène. En mars 2012, il a fait un retour très attendu sur les planches, avec son troisième One-man-show intitulé Le Bonheur, près de 12 ans après la sortie de son plus récent spectacle solo. Rappelons qu’il a offert avec beaucoup de succès deux spectacles d’humour, 18 ans et plus et Face à Face.